# مايكل دوكيس
مايكل دوكيس (بالإنجليزية: Michael Dokes) مواليد 10 أغسطس 1958 في آكرون - الوفاة 11 أغسطس 2012 في آكرون، كان ملاكم أمريكي سابق صنّف ضمن فئة الوزن الثقيل. حقق بطولة رابطة الملاكمة العالمية.

## إحصائيات
خاض خلال مسيرته 61 نزالا، فاز في 53 وتعادل في 2 وخسر في 6. فاز بالضربة القاضية في 33 نزالا.

## الميداليات
| الميدالية | المسابقة                    |
| --------- | --------------------------- |
| فضية      | دورة الألعاب الأمريكية 1975 |

## روابط خارجية
- مايكل دوكيس على موقع بوكس ريك (الإنجليزية) (registration required)